# مايكل كوكس (روائي)
مايكل كوكس (بالإنجليزية: Michael Cox) (25 أكتوبر 1948 في المملكة المتحدة - 31 مارس 2009 في المملكة المتحدة)؛ كاتب، مدرس وروائي بريطاني.